# Hrabstwo Terry

Piramida wieku hrabstwa

Hrabstwo Terry – rolnicze hrabstwo w USA, w zachodnim Teksasie. Według danych z 2024 liczy 11,6 tys. mieszkańców (w tym 48% stanowiły kobiety i 8,8% urodziło się poza granicami USA). Siedzibą hrabstwa jest miasteczko Brownfield. Inne miejscowości, to: Meadow, Wellman i Tokio.

## Gospodarka
Gospodarka opiera się przede wszystkim na uprawach bawełny (12. miejsce w kraju – 2017), dyni (1. miejsce w stanie), orzeszków ziemnych, produkcji siana i mleka, oraz wydobyciu ropy naftowej i gazu ziemnego. Dawniej było znane jako dry county (suche hrabstwo), a w 2018 roku słynie z ponad 3 tysięcy akrów winnic.

## Sąsiednie hrabstwa
- Hrabstwo Hockley (północ)
- Hrabstwo Lynn (wschód)
- Hrabstwo Dawson (południowy wschód)
- Hrabstwo Gaines (południe)
- Hrabstwo Yoakum (zachód)
- Hrabstwo Cochran (północny zachód)
- Hrabstwo Lubbock (północny wschód)

## Demografia
W latach 2000–2020 populacja hrabstwa skurczyła się o 7,3%. W 2024 roku struktura rasowa przedstawia się, następująco:
- Latynosi – 57,2%
- biali nielatynoscy – 37,3%
- czarni lub Afroamerykanie – 4,8%
- rdzenni Amerykanie – 1,4%
- Azjaci – 0,7%.

## Religia
Religijność hrabstwa zdominowana jest przez wspólnoty baptystów (24%, deklarujących członkostwo), katolików (18,2%), zielonoświątkowców (9 zborów), campbellitów (5,9%) i innych protestantów.